# Präsidentschaftswahl in Afghanistan 2019

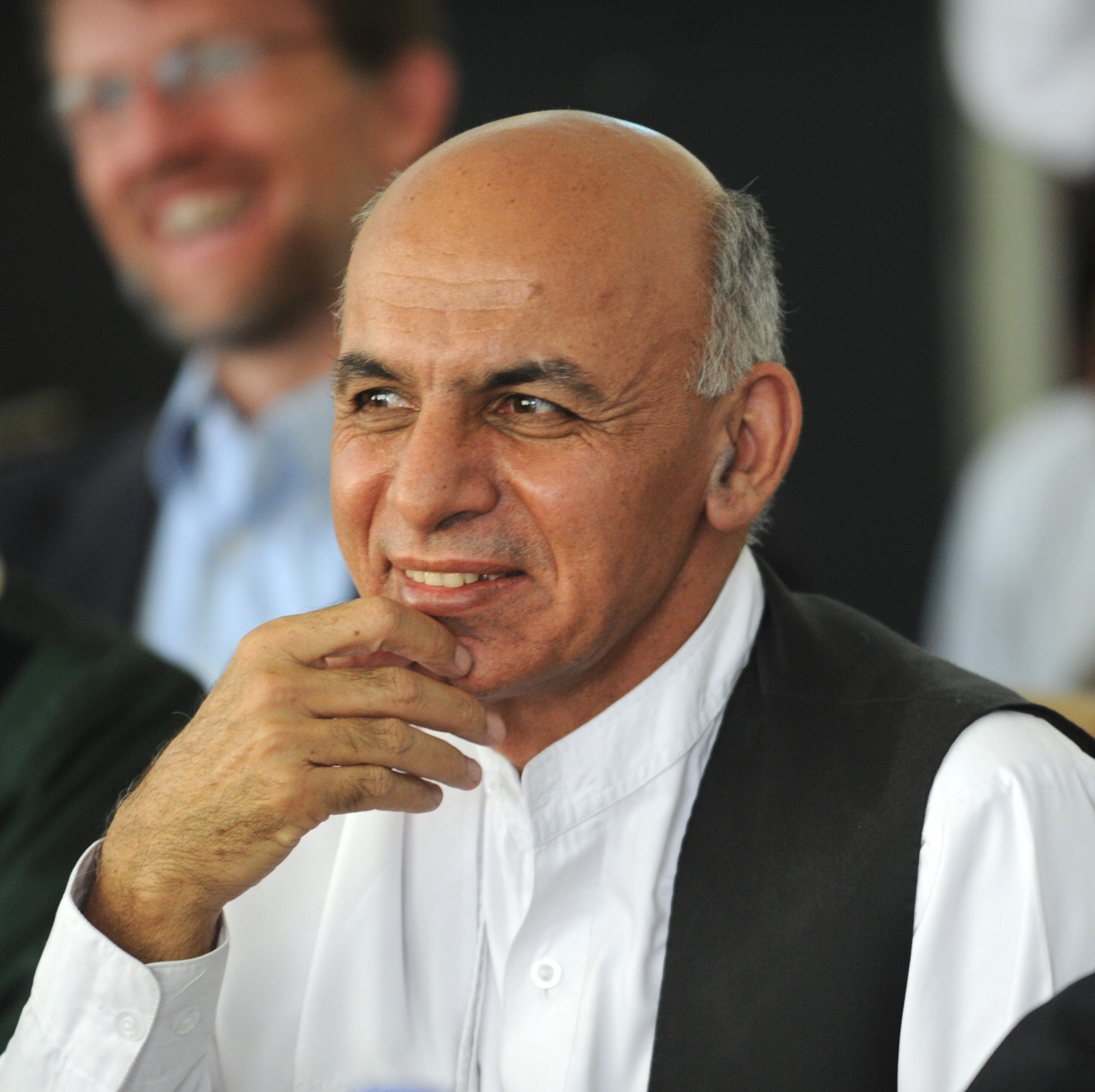
Der Wahlsieger Aschraf Ghani

Die Präsidentschaftswahl in der Islamischen Republik Afghanistan im Jahr 2019 fand am 28. September 2019 statt. Die ursprünglich für Mitte April 2019 angesetzte Wahl zum Staatspräsidenten Afghanistans wurde von der Unabhängigen Wahlkommission Afghanistans (IEC) zweimal verschoben. Als Gründe wurden unter anderem mangelnde Sicherheit, ein neues Wahlgesetz und Verzögerungen bei den Wahlvorbereitungen angegeben. Als Wahlsieger wurde nach längeren Verzögerungen von der Unabhängigen Wahlkommission der bisherige Präsident Aschraf Ghani mit 50,64 % der Stimmen bekannt gegeben. Sein Konkurrent Abdullah Abdullah lehnte die Ergebnisse ab und kündigte die Bildung einer Parallelregierung in Nordafghanistan an.  Die politische Krise wurde erst am 17. Mai 2020 beendet, als Ghani und Abdullah ein Abkommen zur Teilung der Macht unterzeichneten.

## Kandidaten
| Kandidat               | Kandidat             | Partei                                | Anmerkungen                                |
| ---------------------- | -------------------- | ------------------------------------- | ------------------------------------------ |
| Ashraf Ghani           | Ashraf Ghani         |                                       | Amtierender Präsident                      |
| Abdullah Abdullah      | Abdullah Abdullah    | Nationale Koalition Afghanistans      | früherer Außenminister und Premierminister |
| Gulbuddin Hekmatyār    | Gulbuddin Hekmatyār  | Hezb-e Islami Gulbuddin               | früherer Premierminister und Warlord       |
| Rahmatullah Nabil      |                      |                                       |                                            |
| Faramarz Tamana        |                      |                                       |                                            |
| Sayed Noorullah Jalili |                      |                                       |                                            |
| Abdul Latif Pedram     | Abdul Latif Pedram   | Nationale Kongresspartei Afghanistans |                                            |
| Enayatullah Hafiz      |                      |                                       |                                            |
| Mohammad Hakim Torsan  |                      |                                       |                                            |
| Ahmad Wali Massoud     | Ahmad Wali Massoud   |                                       | Bruder von Ahmad Schah Massoud             |
| Mohammad Shahab Hakimi |                      |                                       |                                            |
| Ghulam Farooq Najrabi  |                      |                                       |                                            |
| Mohammad Hanif Atmar   | Mohammad Hanif Atmar | Wahrheit und Gerechtigkeit            |                                            |
| Noor Rahman Lewal      |                      |                                       |                                            |

## Ergebnisse
Am 27. Oktober 2019 kündigte Hawa Alam Nuristani, Leiterin der Unabhängigen Wahlkommission (IEC) an, dass die vorläufigen Ergebnisse der Präsidentschaftswahlen am 14. November veröffentlicht würden. Sie erklärte auch, dass sich die Veröffentlichung der Wahlergebnisse aus zwei Gründen verzögert habe: ein Versuch, den Server der Kommission zu hacken, und das Knacken des digitalen Schlosses des digitalen Zentrums der Kommission. Ohne dass die Stimmen schon ausgezählt waren, reklamierte Abdullah Abdullah den Sieg für sich, auch Präsident Ashraf Ghani erklärte sich zum Sieger. Am 13. November gab die Kommission bekannt, dass die Ergebnisse ein zweites Mal (dieses Mal auf unbestimmte Zeit) verschoben würden.

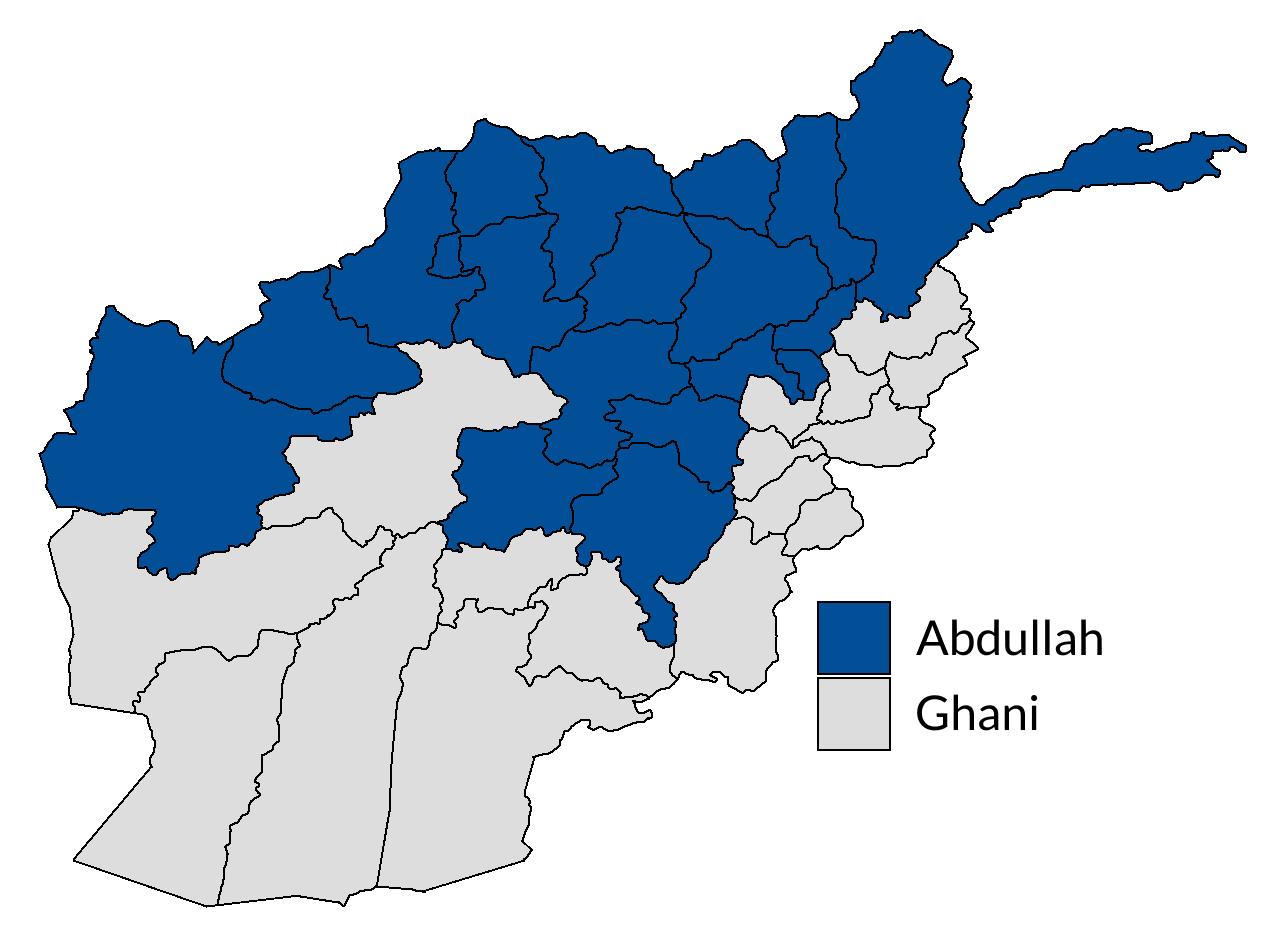
Verteilung der Ergebnisse bei der Wahl 2019

Die vorläufigen Ergebnisse wurden von der Kommission erst am 22. Dezember, die endgültigen Ergebnisse am 18. Februar 2020 bekannt gegeben. Als Wahlsieger wurde von der Unabhängigen Wahlkommission der amtierende Präsident Aschraf Ghani mit 50,64 % der Stimmen bekannt gegeben.
| Kandidat               | Kandidat               | Stimmen | %      |
| ---------------------- | ---------------------- | ------- | ------ |
| Ashraf Ghani           | Ashraf Ghani           | 923592  | 50,64  |
| Abdullah Abdullah      | Abdullah Abdullah      | 720841  | 39,52  |
| Gulbuddin Hekmatyār    | Gulbuddin Hekmatyār    | 70241   | 3,85   |
| Rahmatullah Nabil      | Rahmatullah Nabil      | 33919   | 1,86   |
| Faramarz Tamana        | Faramarz Tamana        | 18063   | 0,99   |
| Sayed Noorullah Jalili | Sayed Noorullah Jalili | 15519   | 0,85   |
| Abdul Latif Pedram     | Abdul Latif Pedram     | 12608   | 0,69   |
| Enayatullah Hafiz      | Enayatullah Hafiz      | 11375   | 0,62   |
| Mohammad Hakim Torsan  | Mohammad Hakim Torsan  | 6500    | 0,36   |
| Ahmad Wali Massoud     | Ahmad Wali Massoud     | 3942    | 0,22   |
| Mohammad Shahab Hakimi | Mohammad Shahab Hakimi | 3318    | 0,18   |
| Ghulam Farooq Najrabi  | Ghulam Farooq Najrabi  | 1608    | 0,09   |
| Mohammad Hanif Atmar   | Mohammad Hanif Atmar   | 1567    | 0,09   |
| Noor Rahman Lewal      | Noor Rahman Lewal      | 855     | 0,05   |
| Gesamt                 | Gesamt                 | 1823948 | 100,00 |
|                        |                        |         |        |
| Registrierte Wähler    | Registrierte Wähler    | 9665745 | –      |
| Quelle: IEC            |                        |         |        |

## Nachwirkungen
Die Bekanntgabe der Ergebnisse löste eine politische Krise aus. Abdullah Abdullah lehnte die Ergebnisse ab und kündigte die Bildung einer Parallelregierung im Norden Afghanistan an, wo er mehr Stimmen als Ghani erhalten hatte. Am 22. Februar ernannte Abdullah einen neuen, ihm loyalen Gouverneur für die Provinz Sar-i Pul. Der amerikanische Diplomat Zalmay Khalilzad versuchte, zwischen Ghani und Abdullah zu vermitteln, aber die beiden konnten keine Einigung erzielen. Beide legten am 9. März bei getrennten Amtseinführungszeremonien den Präsidenten-Eid ab, wobei Ghani für eine zweite Amtszeit vereidigt wurde. Kurze Zeit später schaffte Ghani das Amt des Chief Executive ab, das von Abdullah gehalten worden war, während Abdullah eine Erklärung abgab, dass "Ghani nicht mehr Präsident" sei und seine Dekrete ungültig seien.
Am 23. März 2020 kündigten die Vereinigten Staaten an, dass sie als Folge der politischen Krise ihre Hilfe für Afghanistan um 1 Milliarde Dollar kürzen würden. Sollten Ghani und Abdullah keine Einigung erzielen, könnte die Hilfe weiter gekürzt werden. Die politische Krise wurde erst am 17. Mai 2020 beendet, als Ghani und Abdullah ein Abkommen zur Teilung der Macht unterzeichneten, das Abdullah als amtierenden Regierungschef (CEO) bestätigte.